# Tour de l'Avenir
Tour de l'Avenir (svenska: Framtidsloppet) är en cykeltävling, ett etapplopp, i Frankrike. Tävlingen startade 1961 och skulle efterlikna Tour de France, och mycket av bansträckningen skulle efterlikna den franska Grand Tour-tävlingen, men var ett lopp för amatörer och semiprofessionella. Cyklisterna tävlar i nationella lag, i stället för i de stall där de normalt tävlar. Tävlingen arrangeras av Amaury Sport Organisation.
Tävlingens historia började 1961 när Jacques Marchand, dåvarande redaktör för den franska sporttidningen L'Equipe, ville attrahera cyklister från Sovjetunionen och andra länder som inte hade med några professionella cyklister till Tour de France. Den första segraren av tävlingen blev italienaren Guido De Rosso.
Tävlingen har bytt namn flera gånger och hette under 1970 Grand Prix de l'Avenir. Mellan 1972 och 1979 kallades den Trophée Peugeot de l'Avenir och mellan 1986 och 1990 var namnet Tour de la Communauté Européenne.
Mellan 1961 och 1980 var cyklisterna som deltog i tävlingen amatörer eller oberoende av ett professionellt stall. Mellan 1981 och 1991 fick även professionella cyklister tävla. Från och med 1992, tävlingen var inställd 1991, fick bara cyklister under 25 år deltaga i loppet. Men har därefter blivit en tävling för cyklister under 23 år.
Den sovjetiska cyklisten Sergej Suchorutjenkov vann tävlingen två gånger (1978 och 1979).

## Prispall
| År   | Vinnare                                 | Tvåa                                    | Trea                                    |
| 1961 | Guido de Rosso                          | Francisco Gabica                        | Albert Van D'Huynslager                 |
| 1962 | Antonio Gómez del Moral                 | Mario Maino                             | Jan Janssen                             |
| 1963 | André Zimmermann                        | Rolf Maurer                             | Raymond Delisle                         |
| 1964 | Felice Gimondi                          | Lucien Aimar                            | Ginés García                            |
| 1965 | Mariano Díaz                            | José Manuel López Rodríguez             | Paul Zollinger                          |
| 1966 | Mino Denti                              | Harry Steevens                          | José Gómez Lucas                        |
| 1967 | Christian Robini                        | Constantino Conti                       | José Gómez Lucas                        |
| 1968 | Jean-Pierre Boulard                     | Robert Bouloux                          | Jean-Pierre Parenteau                   |
| 1969 | Joop Zoetemelk                          | Luis Zubero                             | Gösta Pettersson                        |
| 1970 | Marcel Duchemin                         | Christian Palka                         | Franco Balduzzi                         |
| 1971 | Régis Ovion                             | Fedor den Hertog                        | Jiří Háva                               |
| 1972 | Fedor den Hertog                        | Iwan Schmid                             | Bernard Bourreau                        |
| 1973 | Gianbattista Baronchelli                | Wolfgang Steinmayr                      | Bernard Bourreau                        |
| 1974 | Enrique Martínez Heredia                | Wolfgang Steinmayr                      | Gabriele Mirri                          |
| 1975 | 'inställt                               | 'inställt                               | 'inställt                               |
| 1976 | Sven-Åke Nilsson                        | Miloš Hrazdíra                          | Henk Lubberding                         |
| 1977 | Eddy Schepers                           | Johan van der Velde                     | Roberto Visentini                       |
| 1978 | Sergej Suchorutjenkov                   | Ramazan Galaletdinov                    | Sergej Morozov                          |
| 1979 | Sergej Suchorutjenkov                   | Said Gusseinov                          | Jostein Wilmann                         |
| 1980 | Alfonso Flórez                          | Sergej Suchorutjenkov                   | Jurij Kasjirin                          |
| 1981 | Pascal Simon                            | Sergej Suchorutjenkov                   | José Patrocinio Jiménez                 |
| 1982 | Greg LeMond                             | Robert Millar                           | Cristóbal Pérez                         |
| 1983 | Olaf Ludwig                             | Jean-François Chaurin                   | Maarten Ducrot                          |
| 1984 | Charly Mottet                           | Jiří Škoda                              | Philippe Bouvatier                      |
| 1985 | Martín Ramírez                          | Eric Salomon                            | Samuel Cabrera                          |
| 1986 | Miguel Indurain                         | Patrice Esnault                         | Alexi Grewal                            |
| 1987 | Marc Madiot                             | Laurent Bezault                         | Pjotr Ugrjumov                          |
| 1988 | Laurent Fignon                          | Gérard Rué                              | Olaf Lurvik                             |
| 1989 | Pascal Lino                             | Laurent Bezault                         | Denis Roux                              |
| 1990 | Johan Bruyneel                          | Martial Gayant                          | Laurent Jalabert                        |
| 1991 | inställt                                | inställt                                | inställt                                |
| 1992 | Hervé Garel                             | Jean-Philippe Dojwa                     | Bart Voskamp                            |
| 1993 | Thomas Davy                             | François Simon                          | Bo Hamburger                            |
| 1994 | Ángel Casero                            | Maarten den Bakker                      | Franck Bouyer                           |
| 1995 | Emmanuel Magnien                        | Christophe Moreau                       | Laurent Roux                            |
| 1996 | David Etxebarria                        | Sergej Ivanov                           | Glenn D'Hollander                       |
| 1997 | Laurent Roux                            | Kevin Livingston                        | Lylian Lebreton                         |
| 1998 | Christophe Rinero                       | Txema del Olmo                          | Thierry Loder                           |
| 1999 | Unai Osa                                | David Latasa                            | Floyd Landis                            |
| 2000 | Iker Flores                             | David Moncoutié                         | Sven Montgomery                         |
| 2001 | Denis Menchov                           | Florent Brard                           | Sylvain Chavanel                        |
| 2002 | Jevgenij Petrov                         | Pierrick Fédrigo                        | David Muñoz                             |
| 2003 | Egoi Martínez                           | Radoslav Rogina                         | Samuel Dumoulin                         |
| 2004 | Sylvain Calzati                         | Thomas Lövkvist                         | Christophe Le Mével                     |
| 2005 | Lars Ytting Bak                         | Christophe Riblon                       | Asan Bazajev                            |
| 2006 | Moisés Dueñas                           | Robert Gesink                           | Tom Stubbe                              |
| 2007 | Bauke Mollema                           | Tony Martin                             | André Steensen                          |
| 2008 | Jan Bakelants                           | Rui Costa                               | Arnold Jeannesson                       |
| 2009 | Romain Sicard                           | Tejay van Garderen                      | Sergej Fuchs                            |
| 2010 | Nairo Quintana                          | Andrew Talansky                         | Jarlinson Pantano                       |
| 2011 | Esteban Chaves                          | David Boily                             | Mattia Cattaneo                         |
| 2012 | Warren Barguil                          | Juan Ernesto Chamorro                   | Mattia Cattaneo                         |
| 2013 | Rubén Fernández Andújar                 | Adam Yates                              | Patrick Konrad                          |
| 2014 | Miguel Ángel López                      | Robert Power                            | Alexey Rybalkin                         |
| 2015 | Marc Soler                              | Jack Haig                               | Matvey Mamykin                          |
| 2016 | David Gaudu                             | Edward Ravasi                           | Adrien Costa                            |
| 2017 | Egan Bernal                             | Bjorg Lambrecht                         | Niklas Eg                               |
| 2018 | Tadej Pogačar                           | Thymen Arensman                         | Gino Mäder                              |
| 2019 | Tobias Foss                             | Giovanni Aleotti                        | Ilan Van Wilder                         |
| 2020 | Inställt på grund av covid-19-pandemin. | Inställt på grund av covid-19-pandemin. | Inställt på grund av covid-19-pandemin. |
| 2021 | Tobias Halland Johannessen              | Carlos Rodriguez                        | Filippo Zana                            |
| 2022 | Cian Uijtdebroeks                       | Johannes Staune-Mittet                  | Michel Hessmann                         |
| 2023 | Isaac Del Toro                          | Giulio Pellizzari                       | Davide Piganzoli                        |
| 2024 | Joseph Blackmore                        | Pablo Torres Arias                      | Tijmen Graat                            |